# Amazonis (cuadrángulo)

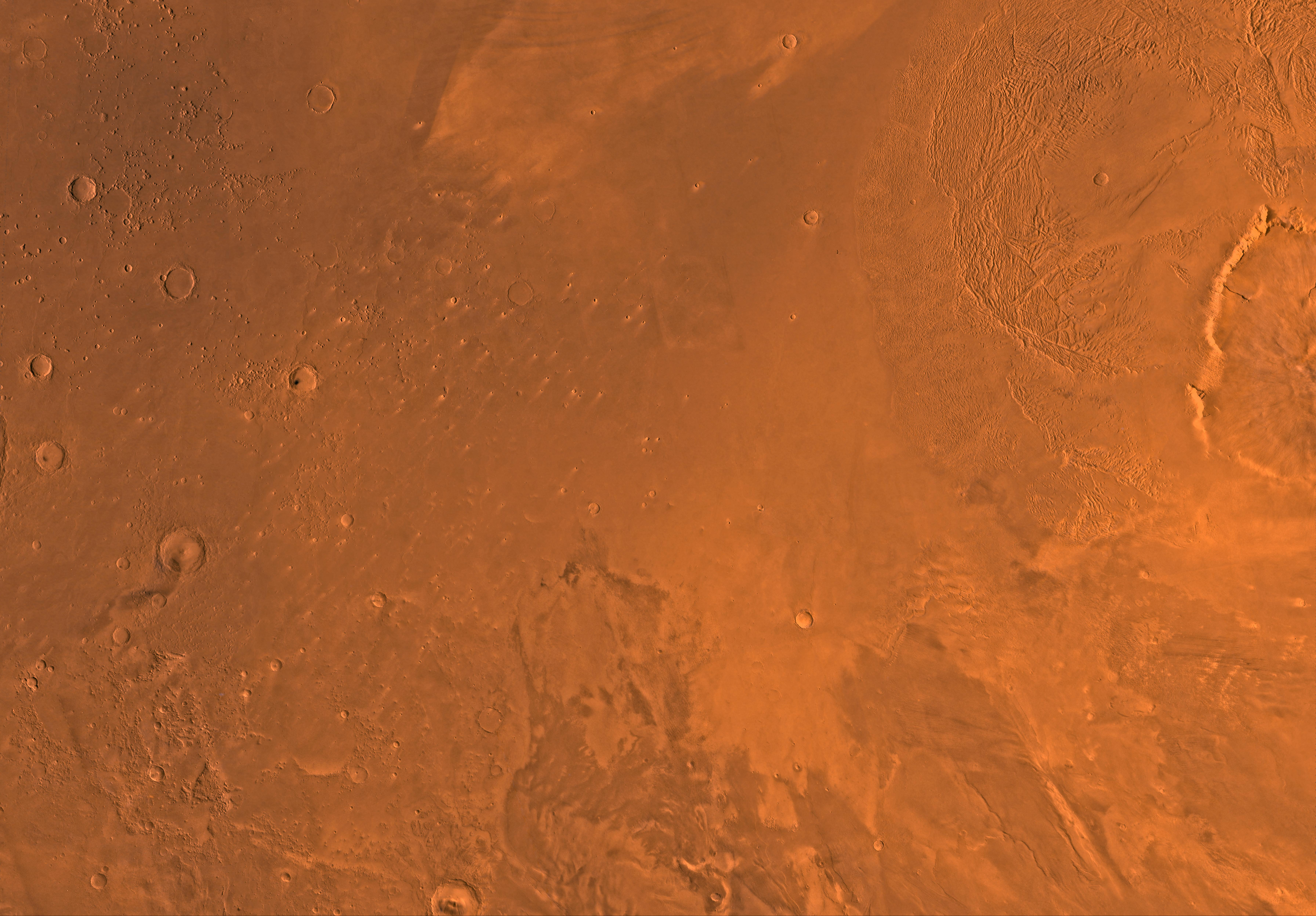
Imagen del Cuadrángulo Amazonis (MC-8). La parte central contiene Amazonis Planitia y la parte oriental incluye el flanco occidental del volcán más grande conocido en el Sistema Solar, el Monte Olimpo.

El cuadrángulo de Amazonis es uno de una serie de 30 mapas cuadrangulares de Marte utilizados por el Programa de Investigación de Astrogeología del Servicio Geológico de los Estados Unidos (USGS). Al cuadrilátero también se le conoce como MC-8 (Mars Chart-8).

## Descripción
El cuadrilátero cubre el área de 135° a 180° de longitud oeste y de 0° a 30° de latitud norte en Marte . El cuadrángulo de Amazonis contiene la región llamada Amazonis Planitia. Se cree que esta área se encuentra entre las partes más jóvenes de Marte porque tiene una densidad muy baja de cráteres. La Época Amazónica lleva el nombre de esta zona. Este cuadrilátero contiene características especiales e inusuales llamadas Formación Medusae Fossae y Lycus Sulci.